# Astyochia cloelia
Astyochia cloelia är en fjärilsart som beskrevs av Druce 1893. Astyochia cloelia ingår i släktet Astyochia och familjen mätare. Inga underarter finns listade i Catalogue of Life.